# كسكس
الكُسكُس أو الكُسْكسي هو طبق قديم جدًا من شمال إفريقية. يصنع من سميد القمح القاسي أو الذرة ويدور على شكل حبيبات صغيرة، ويتناول بالملعقة أو باليد. يطبخ بالبخار ويضاف إليه اللحم أو الخضار أو الفول الأخضر المقور أو الحليب أو الزبدة والسكر الناعم حسب الأذواق والمناسبات. وفي كل أقطار المغرب العربي يحضر الكسكس بوصفاته المختلفة ويقدم بالمرق أو باللبن بدون مرق أو خضار فقط.
يعتبر الكسكس من الوجبات الرئيسية المعروفة منذ القدم والتي لا تغيب طويلاً عن المائدة، فهناك من يطبخه يومياً. وهي أكلة شائعة جدا في أغلب مناطق المغرب العربي (المغرب – الجزائر - موريتانيا - تونس – ليبيا) وفي جزيرة صقلية الإيطالية وحتى في فرنسا، حيث يمثل ثاني أكلة مفضلة لدى الفرنسيين حسب استطلاع أجري في عام 2008.
خلال اجتماع الدورة الخامسة عشرة (المنعقد بتاريخ 16 ديسمبر 2020) للجنة الدولية الحكومية لصون التراث الثقافي غير المادي التابع لمنظمة الأمم المتحدة للثقافة والعلوم (اليونيسكو)، أدرج الكسكس والمعارف الخاصة بإنتاجه واستهلاكه ضمن قائمة التراث اللامادي الإنساني بناء على طلب مشترك تقدمت به دول المغرب العربي الخمس. بعد سنة من تقديم الطلب في 2019.

## التسمية
يُفترض أن أصل كلمة «كسكس» أمازيغي، لكن التكوين الدقيق للكلمة يشوبه بعض الغموض، وأن الأصل التاريخي للكسكسي يبقى غامضًا:67
ينطق الكسكس بأسامي مختلفة ومتنوعة حسب المنطقة والبلد والجهة مثلما له طرق تحضير مختلفة ومتنوعة وأذواق ومحتويات متنوعة: الكسكس أو الكُسْكسي أو سيكسو (باللسان الدارج ينطق سيكسو أو سكسو أو كسكسو في المغرب والجزائر وشرق ليبيا أو كُسْكْسِي في الجزائر وتونس وغرب ليبيا ومصر وموريتانيا أو البَرْبُوشَة في شرق بالجزائر) وحتى الطْعَام في المغرب والغرب الجزائري.
ذكر بن دريد كلمة (كسكس) في جمهرة اللغة في القرن العاشر للميلاد، ومعناها الطريقة التي تحضر بها حبوب القمح الصغيرة الخاصة بطبق الكسكس.
أما كلمة الطعام فاستخدمت بالأساس عند القبائل العربية لأن الكسكس اعتبر عندهم كوجبة أساسية. وهناك العديد من الأسماء للكسكس حول العالم.:919

## في التاريخ والثقافة
وجد الكسكسي عند السكان الأصليين لشمال أفريقيا قبل تقسيمها إلى دول، في مصر وموريتانيا وليبيا وتونس والمغرب والجزائر. ذكرت الباحثة الجزائرية في التراث سميرة أمبوعزة أن «الكسكسي وجد عند السكان الأصليين لشمال أفريقيا قبل تقسيمها إلى دول، حيث وجد في مصر وموريتانيا وليبيا وتونس والمغرب والجزائر…انتشر مع مرور الوقت في العالم بفضل الرحالة الأمازيغ».

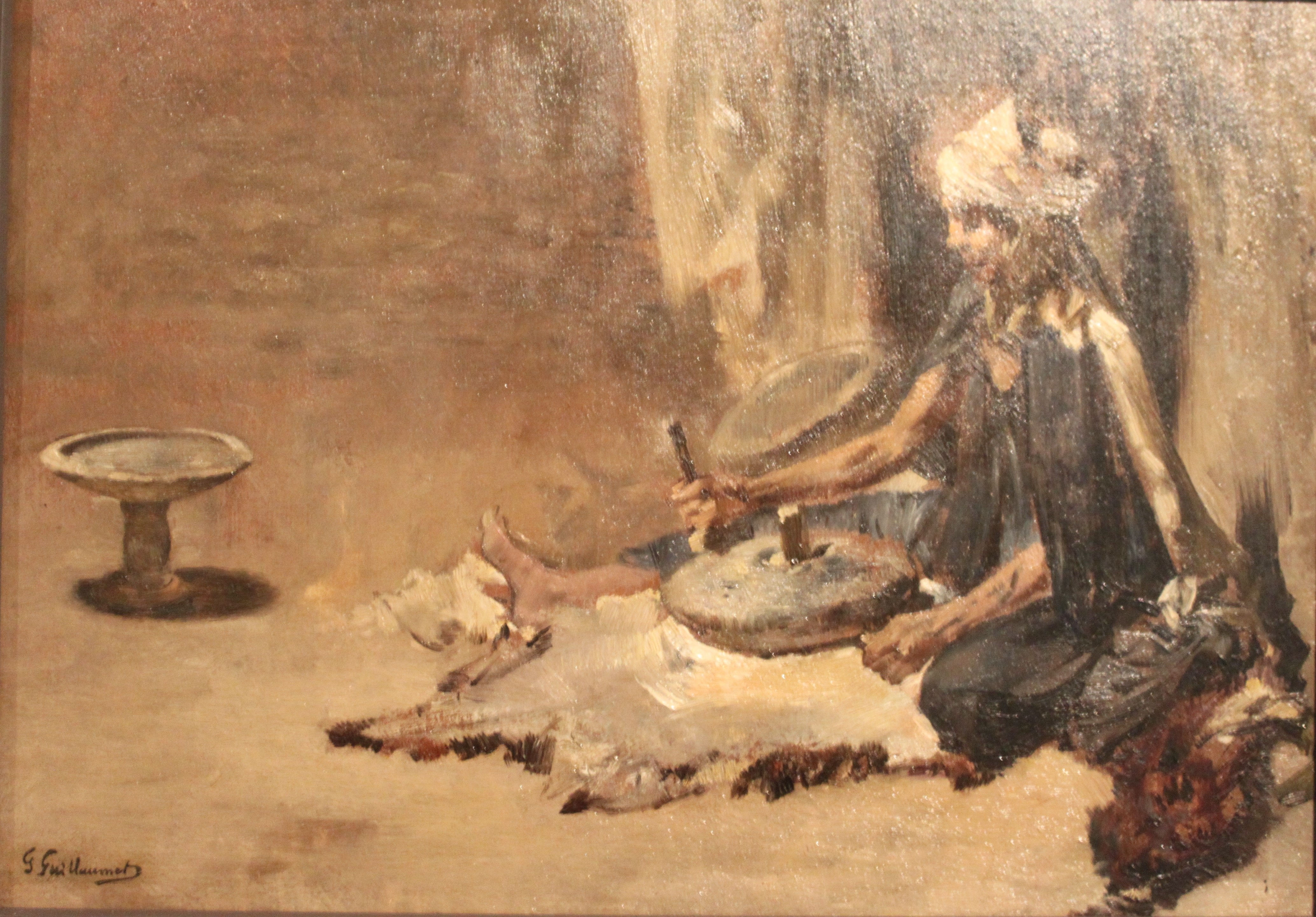
امرأة عربية تحضر الكسكس (1881-1882). لوحة للفنان غوستاف غيوم. متحف كاي برانلي

عُثر على أواني طبخ تشبه تلك المستخدمة في تحضير الكسكسي في مقابر تعود إلى فترة الملك ماسينيسا (238 ق.م-148 ق.م)، ويعتبر أقدم دليل مادي عثر عليه لحد الساعة، والملك ماسينيسا هو موحد مملكة نوميديا وعاصمتها سيرتا (قسنطينة اليوم) وكانت تضم شمال الجزائر ومناطق من تونس وليبيا إلى نهر ملوية المغرب.
ذكره ابن دريد في القرن الثالث الهجري في كتابه (جمهرة اللغة) تحت مسمى كسكس وقال عنه: «كسكست الخبزة إِذا كسرتها. وخبز كسيس ومكسوس. والكسيس: لحم يجفف ثمَّ يدق كالسويق فيتزود بِهِ فِي الْأَسْفَار.»
وقال الحسن الوزان (1494-1554) «عرف البربر بلبس البرنوس وحلق الرأس وأكل الكسكسي». وذكر رحالة ومؤرخون كثر الكسكسي في أعمالهم، منهم المؤرخ الفرنسي «شارل أندري» جوليان (1891-1991) في كتابه “تاريخ شمال أفريقيا”. وقال المؤرخ الفرنسي «اشتهر البربر في كل العصور بقوة بنيتهم وطول أعمارهم… وكان الفلاحون يأكلون الكسكسي منذ ذلك العهد (الروماني) ومربو المواشي قليلا ما كانوا يذبحون حيواناتهم بل يكتفون بلبن المعز وكانوا يؤثرون الصيد والحلزون والعسل ولا يشربون إلا الماء».
كما ذكره الرحالة شارل اندري جوليان في كتابه تاريخ إفريقيا الشمالية حيث قال: «كان الكسكس من الوجبات الأساسية اليومية في الكثير من المناطق الشمال إفريقيا إلا أن مكانته تراجعت في العقود الأخيرة بعد أن اتجه الذوق نحو تنويع الأكلات. ويصنع الكسكس من سميد القمح الصلب أو من الشعير أو من الذرة البيضاء، ويتم إعداده عن طريق طبخه في إناء مثقب، يسمى الكسكاس أو الرقاب، بوضعه فوق إناء يغلي بحيث يطبخ الكسكس ببخار الماء أو بخار الطبيخ»
بعد سقوط الأندلس اعتبرت محاكم التفتيش وجود السميد (دقيق الكسكس) في منازل الأندلسيين جريمة.

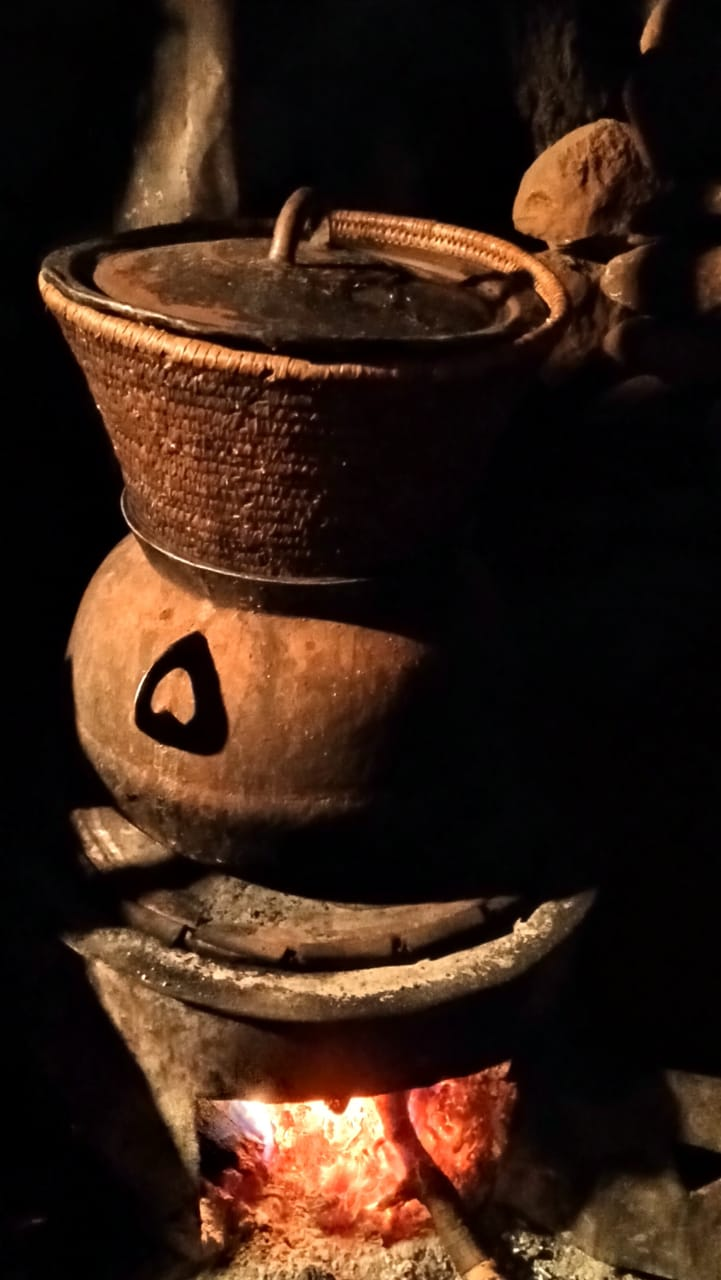
طهو الكسكس بطريقة تقليدية من إقليم بولمان بالمغرب.

## الأنواع
هناك العديد من أنواع الكسكس منها:
- كسكس بالخضروات المختلفة.
- كسكس حلو (بالسكر واللبن) وهو مشهور في مصر، الجزائر والمغرب العربي
- كسكس بالبُصلة (طبيخ بشرائح البصل والحمص واللحم)
- كسكس بالحوت (بالسمك)
- كسكس بالتيشطار (اللحم المجفف).
- باسي (كسكس صغير الحبيبات غالبا ما يؤكل بالحليب دون المرق)
- كسكس بالسجق
- كسكسي بالقديد
- كسكسي بالعصبان
- كسكس باللحم (جميع أنواع اللحم الحلال)
- كسكس بالدجاج أو بالديك الرومي.
- كسكس البرزقان(بالفواكه والمكسرات واللحم).
- كسكسي بالقديد

## الأواني الخاصة بتحضير الكسكس

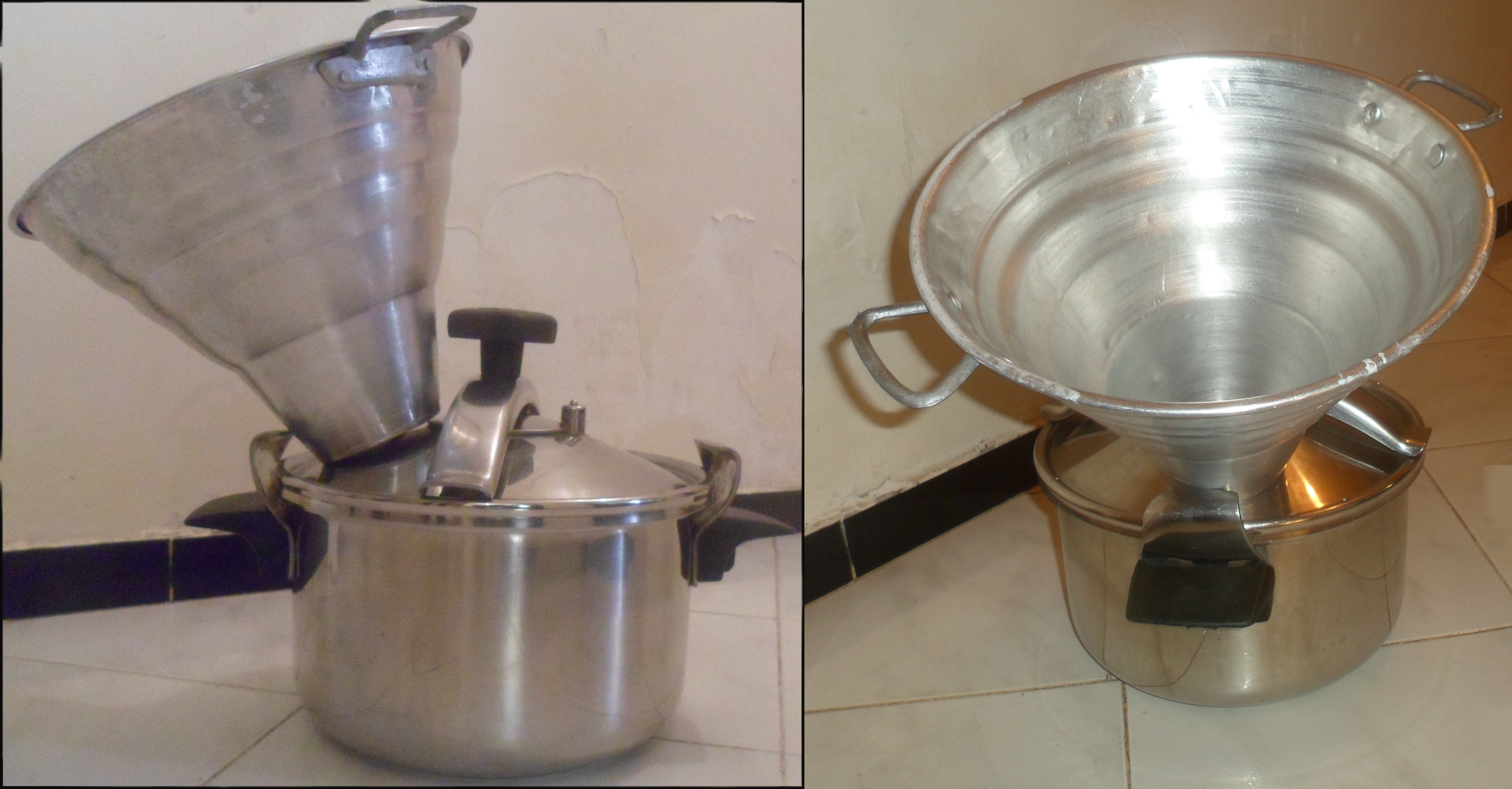
المقفول (طنجرة الضغط) والكسكاس العصري

تاريخيًا، صنعت أواني الكسكس من مواد مختلفة مثلًا من نباتات الحصيرة من الخشب أو حتى من الطين ولكن في الزوايا ومنازل الأعيان كانت الأواني مصنوعة حصرًا من النحاس حيث كانت تدل على رقي المكانة الاجتماعية لأصحابها.
1. البرمة أو المقفول وهي قِدْر خاصة ذات فوهة مقاسها مطابق لقعر الكسكاس.
2. الكسكاس (اكسكاس) وهو إناء عادة ما يكون ذو شكلٍ أقرب للكروي، مثقوب أسفله، ليسمح للبخار الآتي من الإناء السفلي بالصعود إلى السميد المبروم. ويسمى الإنائين (البرمة والكسكاس) معاً في العامية الطرابلسية ب (المقفول).
3. اللطام أو القفيلة أو الحزامية وهي: شريط طويل من القماش يسد به الفراغ بين القِدر والكسكاس، لحجز البخار ومنع تسربه.

## المعلومات الغذائية
تحتوي وجبة الكسكس (400غ تقريباً)، بحسب موقع شهية، على المعلومات الغذائية التالية:
- السعرات الحرارية: 855
- الدهون: 35
- الدهون المشبعة: 17
- الكوليسترول: 109
- الكربوهيدرات: 96
- البروتينات: 37.

مع العلم أن هذه الوصفة تحتوي على الكوسا، الجزر واللفت.

## معرض الصور

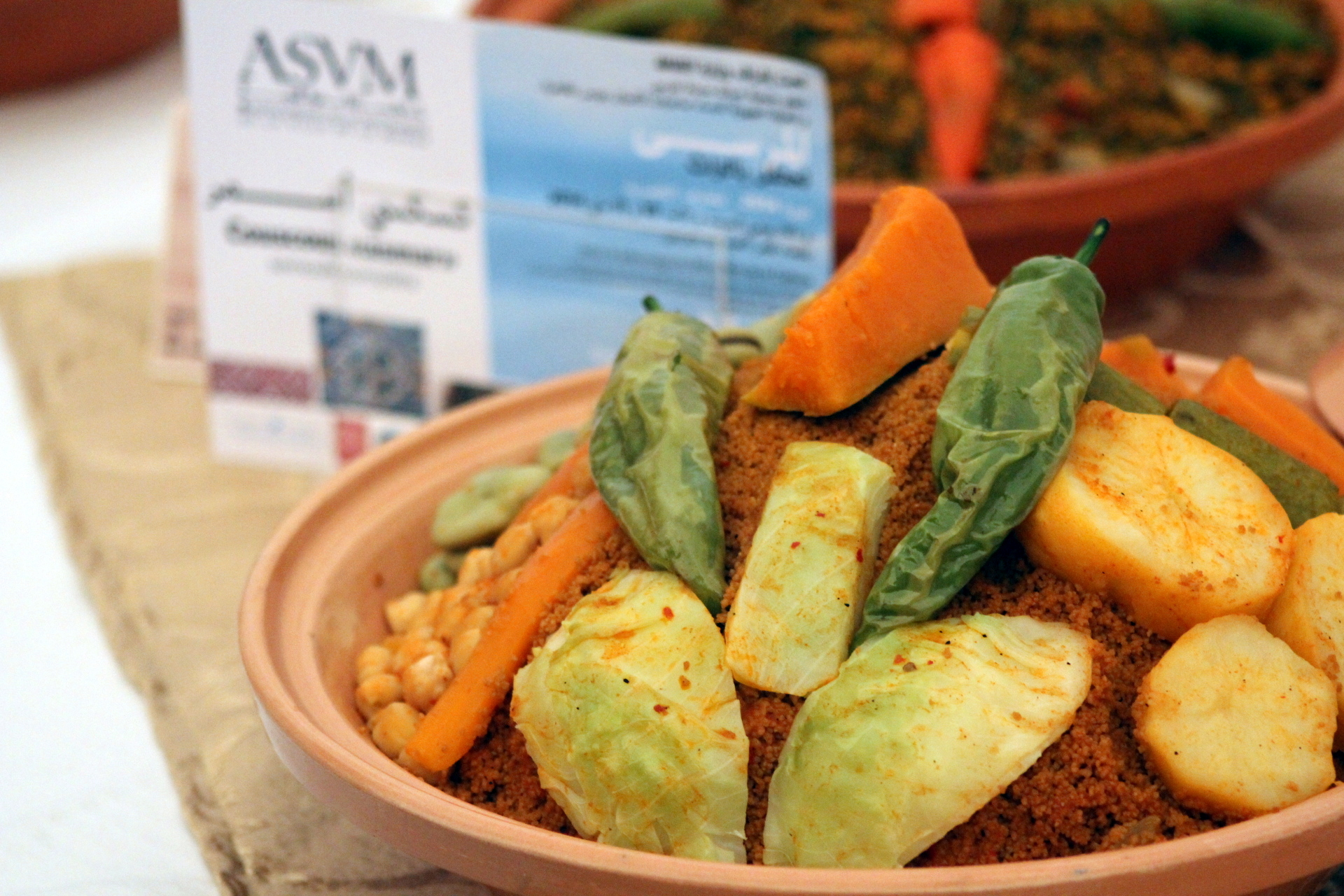
الكسكس بالخضر
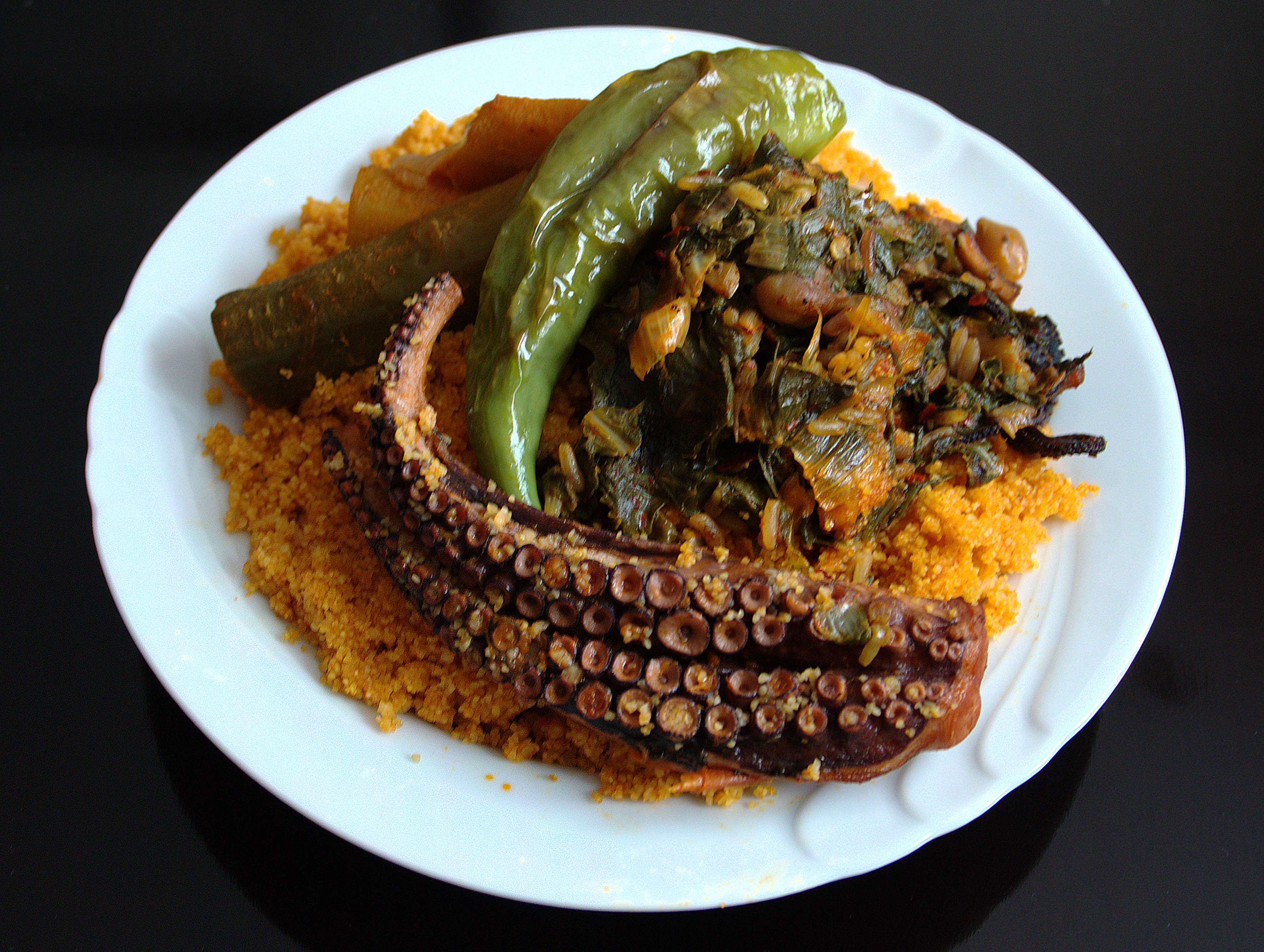
الكسكس بالأخطبوط في صيادة
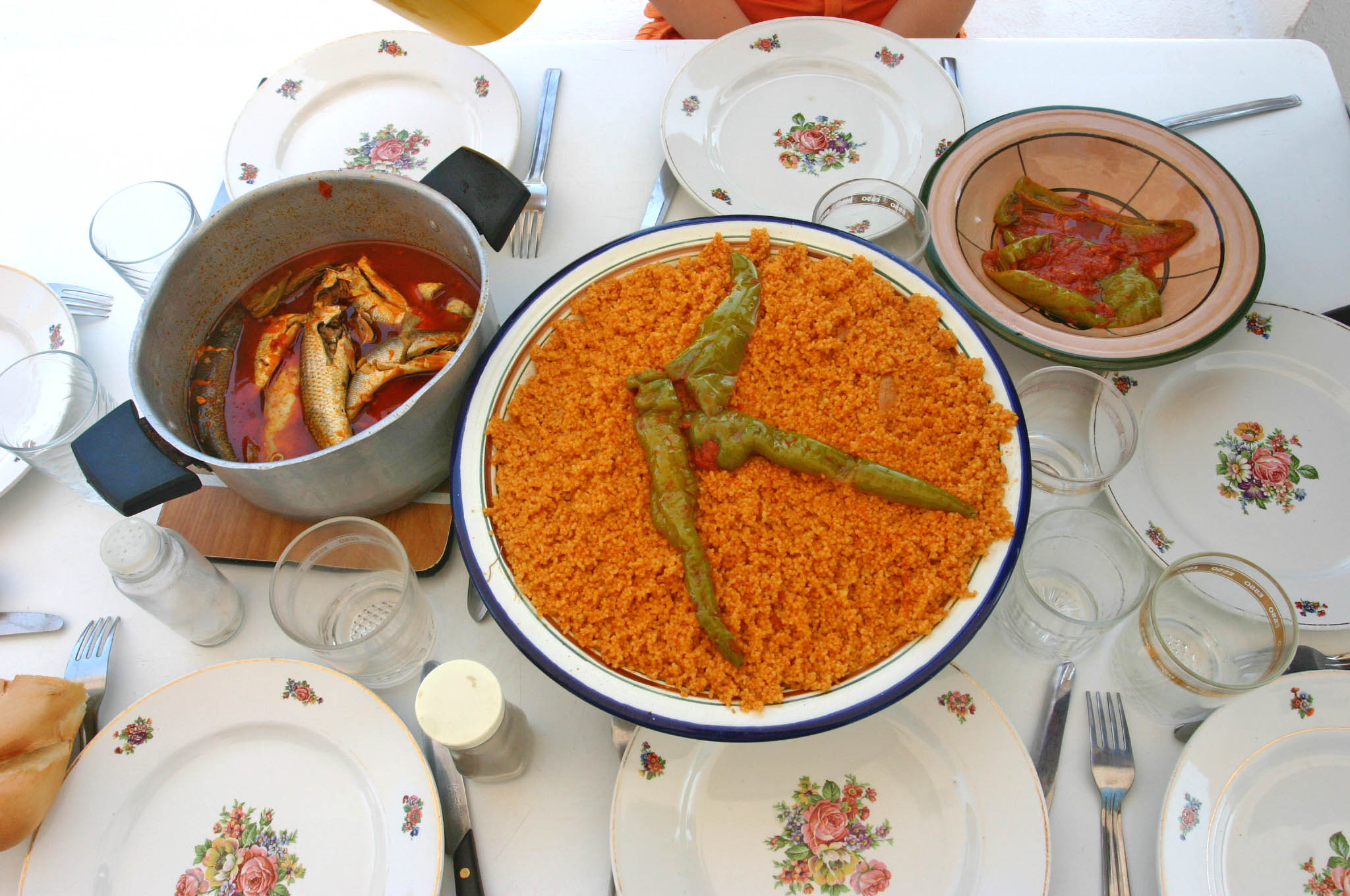
طبق الكسكسي بالسمك، من تراباني على الساحل الغربي من صقلية.
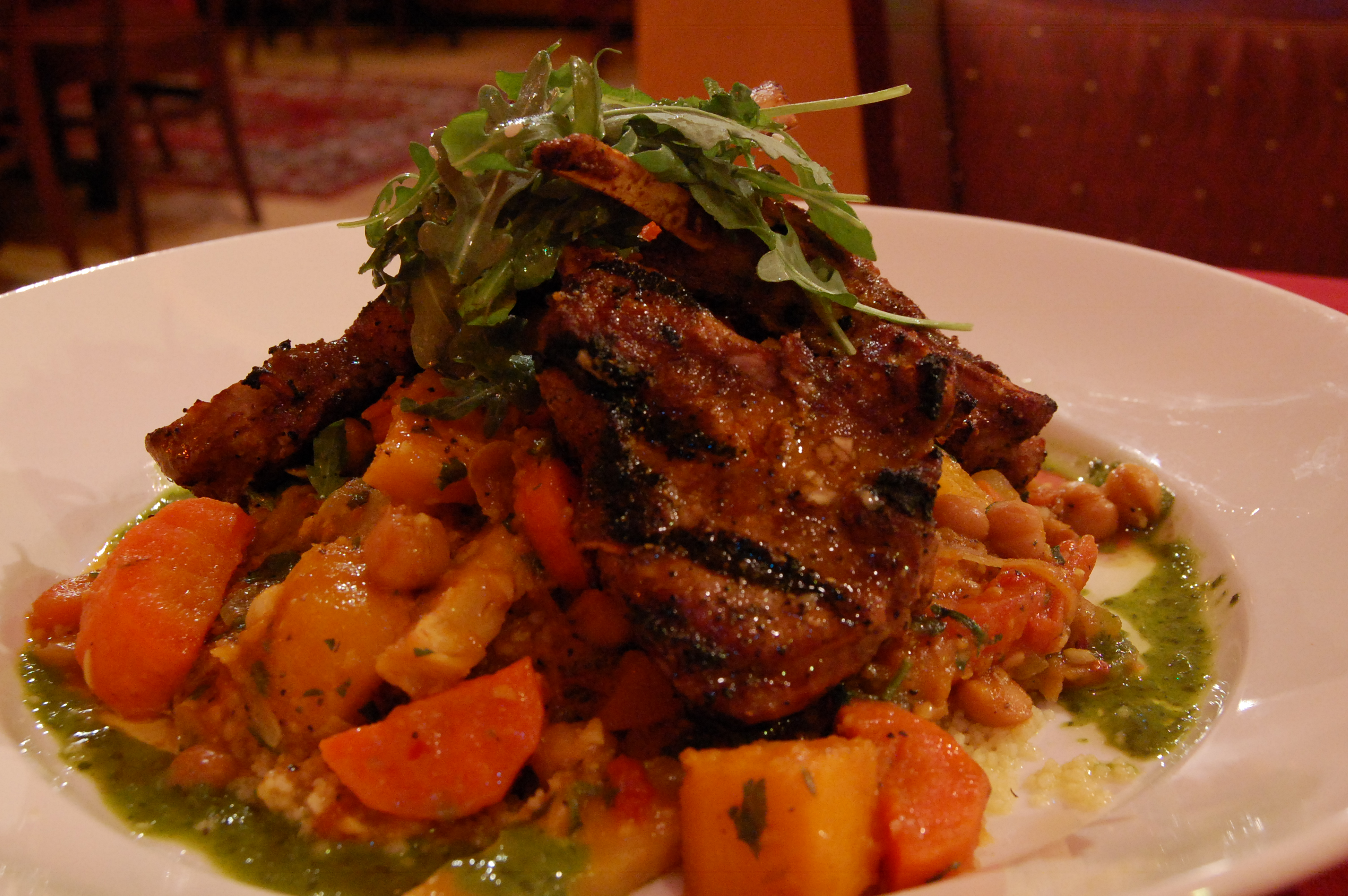
طبق كسكسي بلحم الضأن من المغرب.
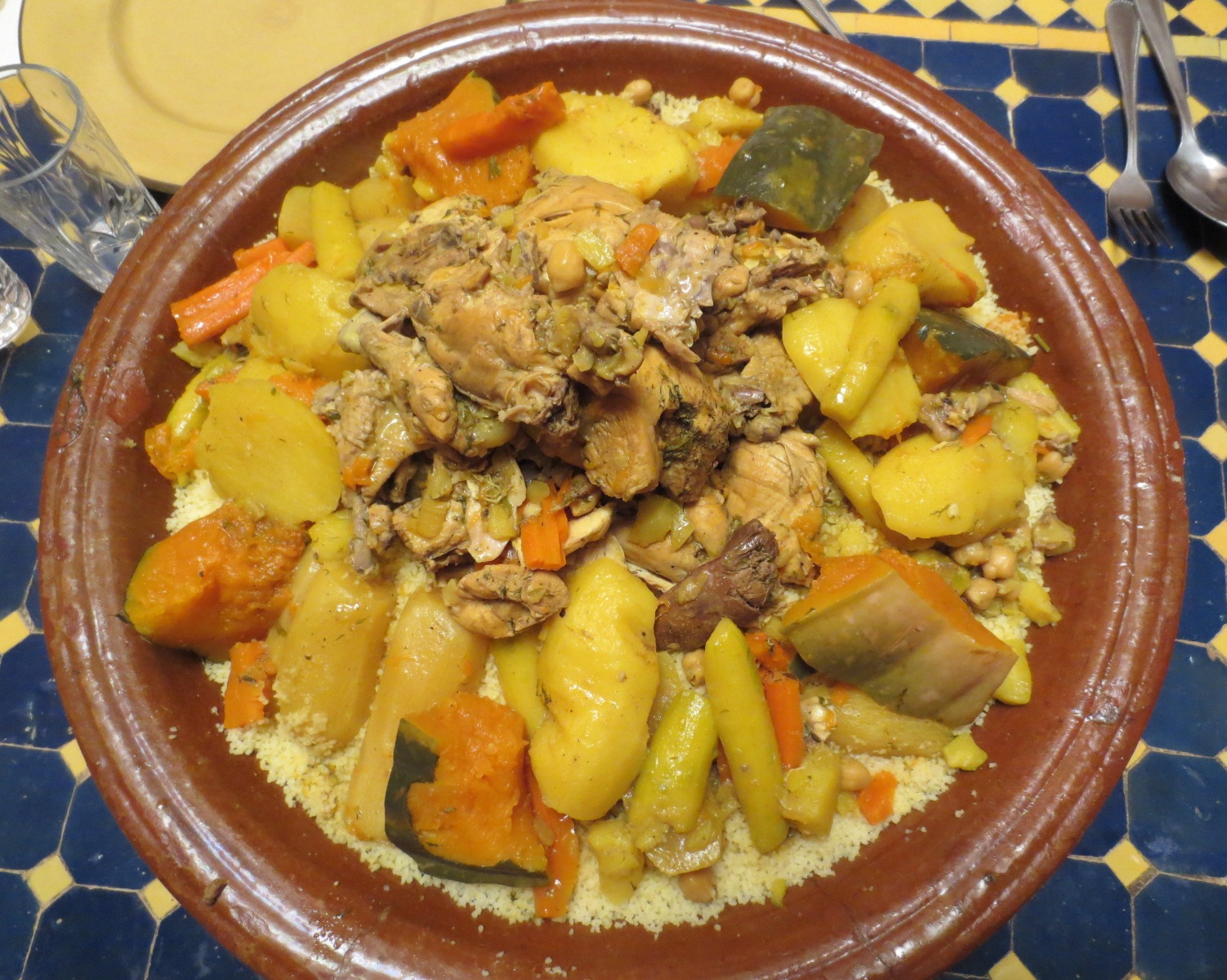
الكسكس
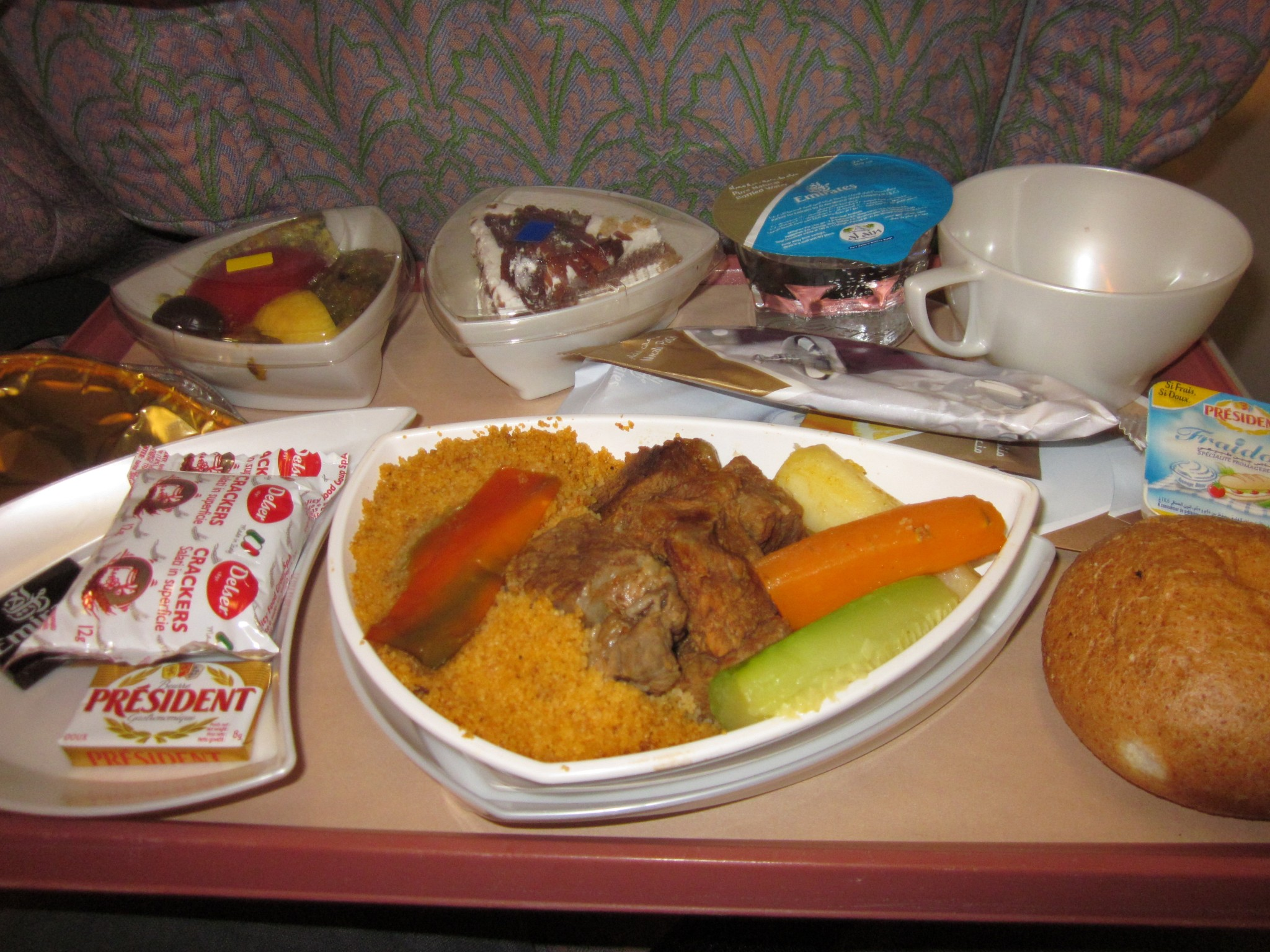
طبق الكسكس
كسكس في مرحلة الطهو
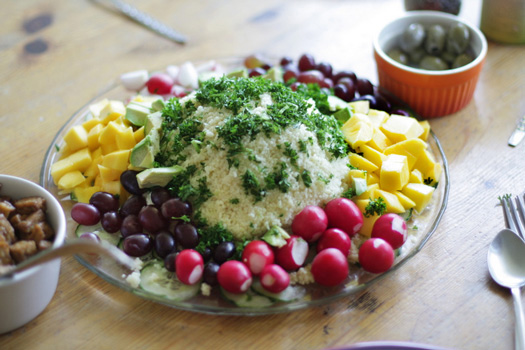
سلطة الكسكس
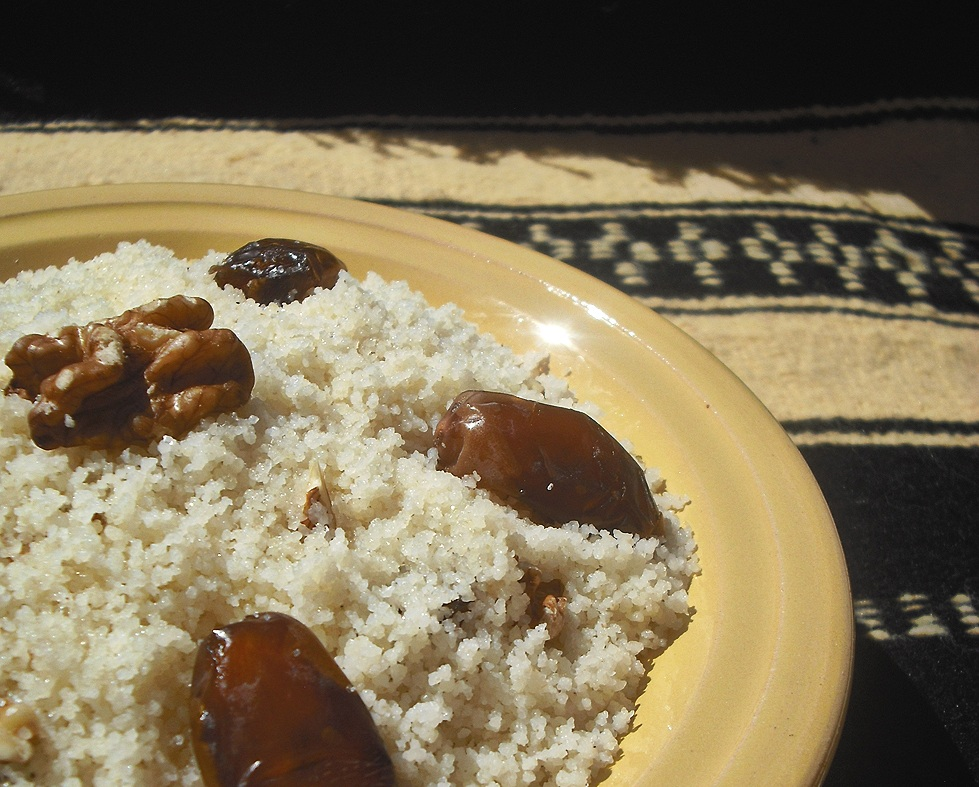
كسكس المسفوف الجزائري
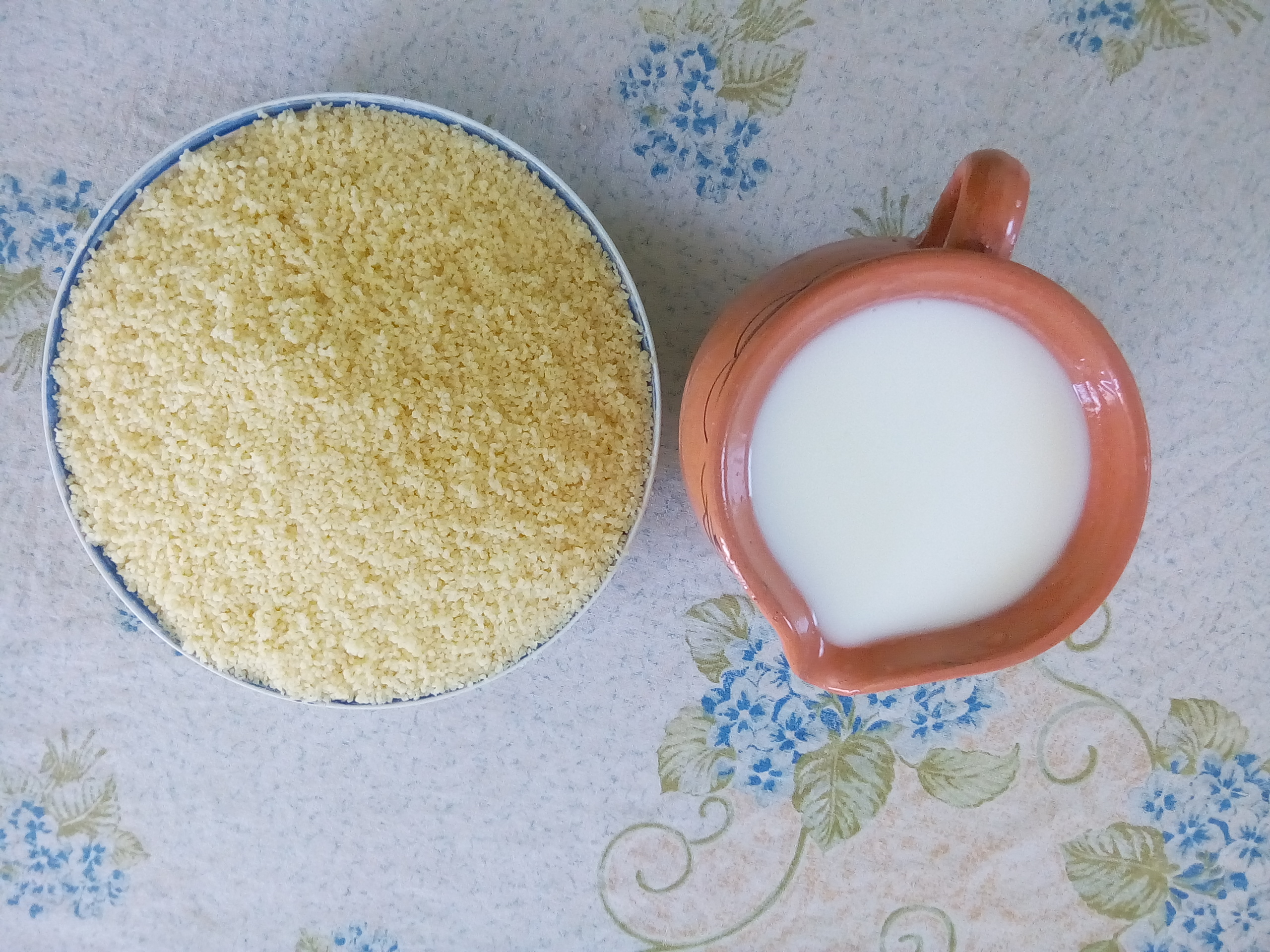
كسكس حلو بالسكر واللبن
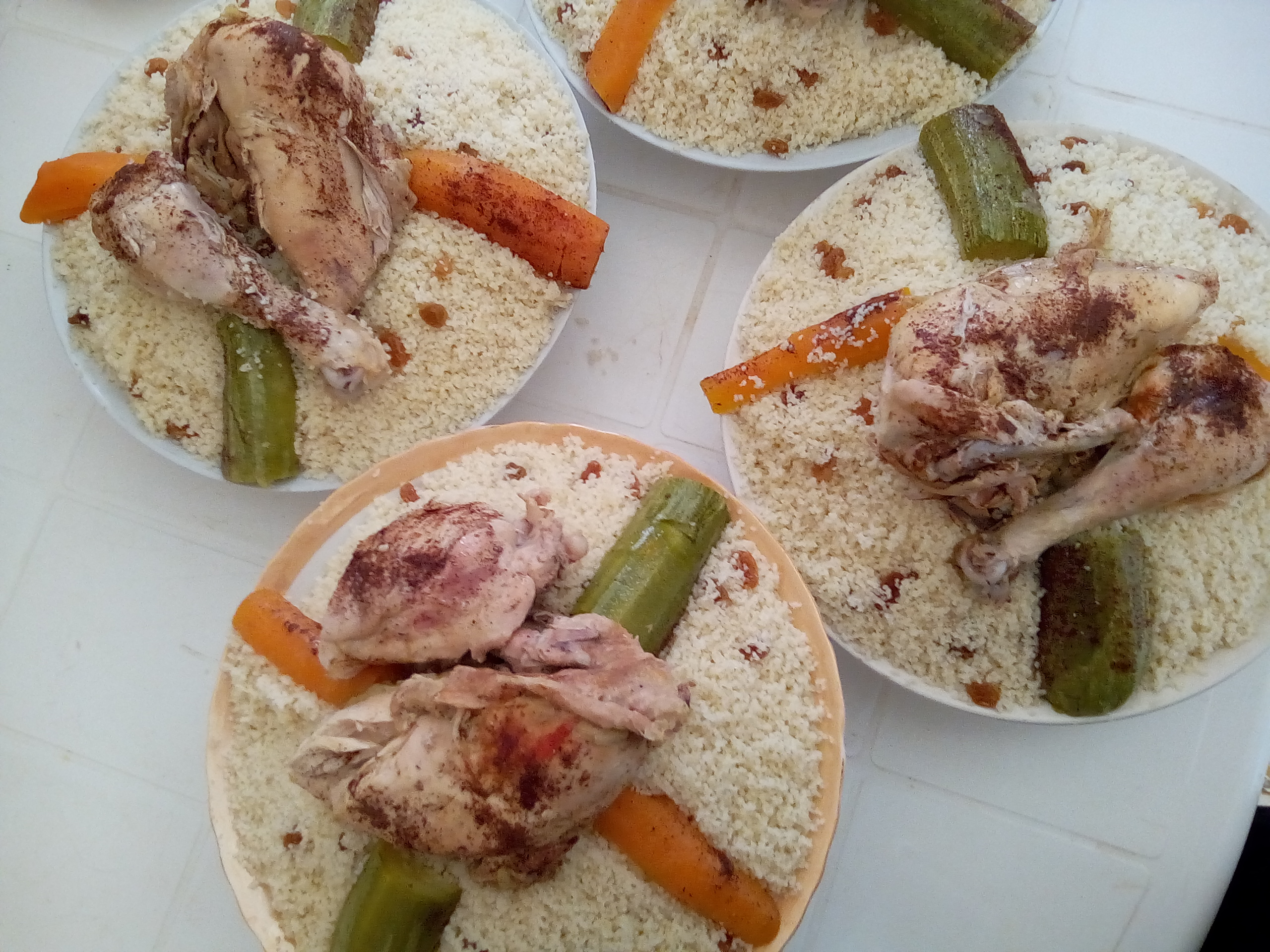
طبق كسكس بالدجاج
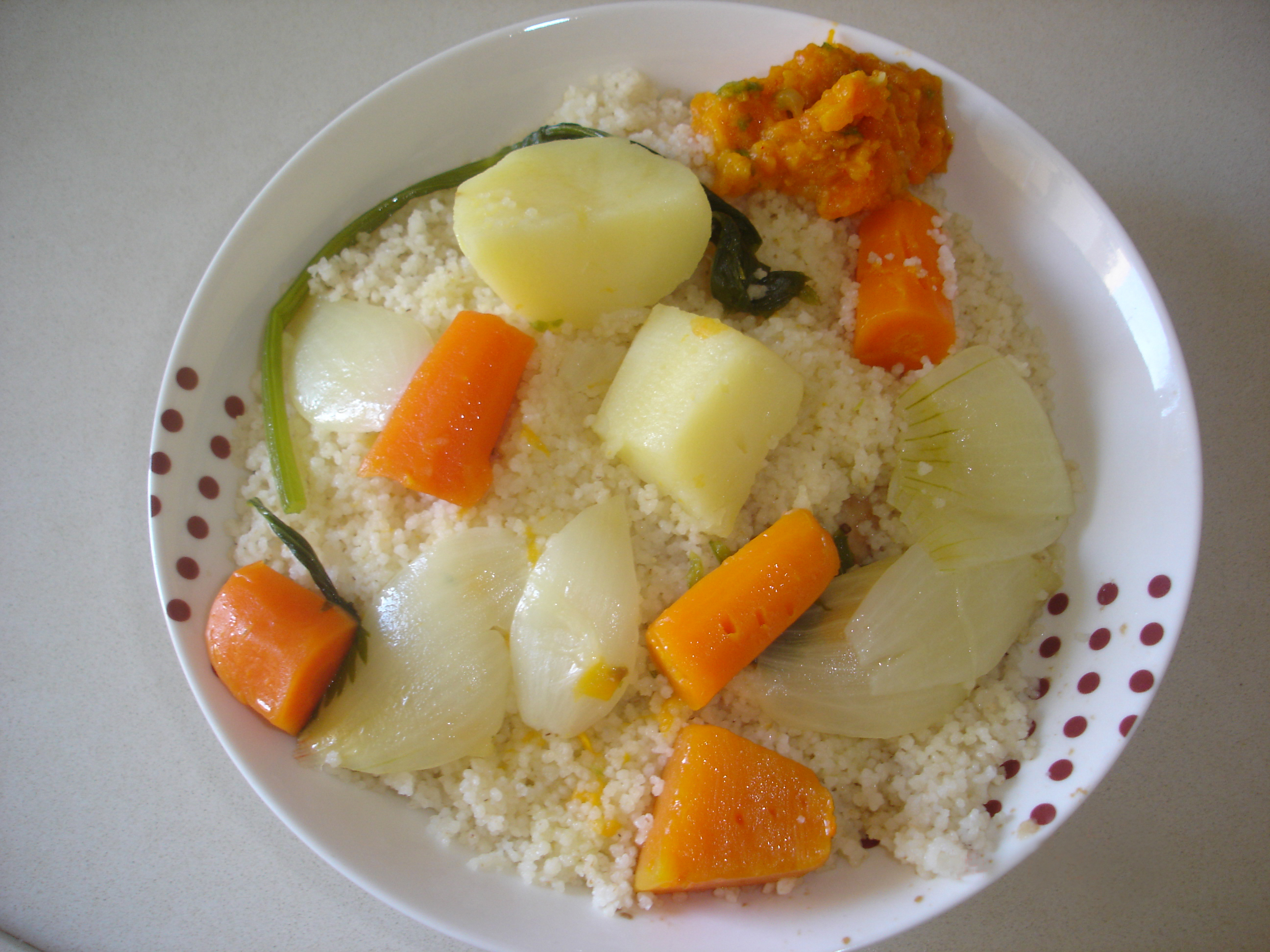
طبق كسكس بالقرع الأحمر والبصل
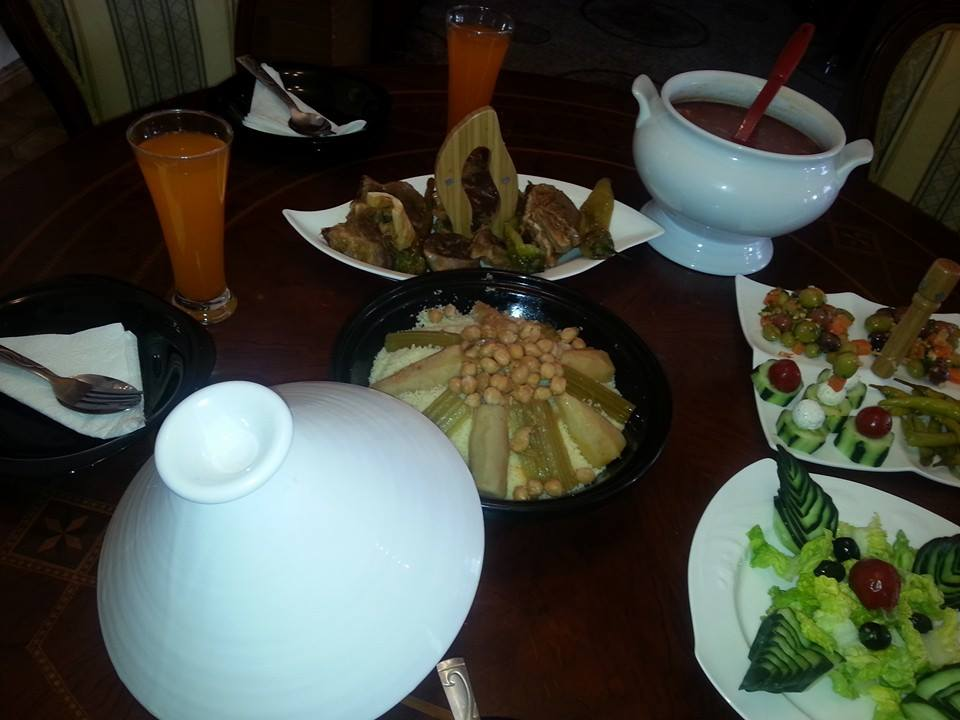
الكسكس الجزائري